# Marc Bonfill
Marc Bonfill (segle xv) fou un religiós catòlic i escriptor català en llengua llatina.
Se'n desconeix la seva vida, constant només els sermons en llatí que pronuncià a bona part d'Europa (Basilea i Lausana, cort de l'antipapa Fèlix, Roma, cort del Papa Nicolau V, església dels carmelites de Perpinyà, Cracòvia.

## Obres
- Sermones, ms. 478 de la Biblioteca de Catalunya.